# Warstwowanie
Warstwowanie – cecha skał osadowych polegająca na występowaniu w nich warstw.
Rozróżnia się skały warstwowane i nie warstwowane. W skałach warstwowanych wyróżnia się liczne rodzaje warstwowania, powstające w wyniku rozmaitych procesów sedymentacji i zależnych od składu mineralnego skały i warunków sedymentacji. Termin warstwowanie może być stosowane jako synonim pojęcia "struktura sedymentacyjna".
W sedymentologii jednostki warstwowania to:
1. lamina
2. zestaw lamin
3. wielozestaw
4. warstwa
5. ławica
6. soczewa
7. budina

Warstwowania przekątne można podzielić na:
- zestawy tabularne
- klinowe
- rynnowe (symetryczne i asymetryczne)
- zestawy kątowe
- tangencjalne
- sigmoidalne
- agradacyjne warstwowanie przekątne
- warstwowanie jodełkowe (=herring bone)
- warstwowania złożone: smużyste, faliste i soczewkowe
- wielkoskalowe warstwowanie przekątne
- kopułowe warstwowanie przekątne